# Phil Collins
Philip David Charles Collins (n. 30 ianuarie 1951, Chiswick, Londra, Regatul Unit) este un cântăreț, compozitor, toboșar,  producător de înregistrări, multi-instrumentist și actor britanic. Este cunoscut cel mai mult ca solist și toboșar al trupei de rock progresiv Genesis, dar și ca fiind un câștigător al Premiilor Grammy. Este, de asemenea, un actor, apărând în numeroase filme.
Între anii 1984 și 1989 Collins, prin cântecele sale, este prezent în opt topuri americane dintre care în șapte participă ca un artist solo și într-un top ca solist al trupei Genesis. Majoritatea cântecelor sale au o tentă romantică, de dragoste, după cum reiese în cântece precum In The Air Tonight și Sussudio, iar în mică măsură întâlnim și cântece cu tentă politică, un exemplu fiind Another Day in Paradise devenind unul din șlagărele sale.
Fiind cunoscut și pe plan internațional, Collins ajunge să fie în diverse topuri, printre acestea aflându-se și în topurile MTV. A început cariera artistică fiind membru al unei formații mai puțin cunoscută numită Flaming Youth, și apoi fiind membru al formației Genesis. Fiind membru al formației Genesis, Collins era toboșar dar și compozitorul formației. Cântecele sale erau cântate de solistul formației pe atunci Peter Gabriel, dar neavând priză la public drept dovadă intrând în topurile muzicale numai cu două cântece. Din 1975, Collins preia conducerea formației și devine solistul acesteia deoarece Peter Gabriel părăsește formația. La sfârșitul anilor '70, cântecul Follow You, Follow Me a însemnat pentru Genesis un pas important înainte deoarece a ajuns în primele locuri ale topurilor muzicale. Artistul încearcă un experiment pentru a putea obține succesul, el începe și cariera solo dar continuă și alături de Genesis, acesta fiind un succes drept dovadă fiind confirmarea casei de discuri Atlantic Records ce constată vânzarea a peste 100 de milioane de discuri.

## Tinerețea și cariera
Philip David Charles Collins s-a născut pe 30 ianuarie 1951 în Chiswick, Hounslow, în familia lui Winifred M. "June" (născută Strange), un agent teatral, și Greville Philip Austin Collins, un agent de asigurare. Totul a început când Collins a primit cadou la vârsta de 5 ani un set de tobe. Fiind copil, Collins devine interesat din ce în ce mai mult de sunetul tobelor sale. Datorită interesului deosebit față de muzică instrumentală, unchiul său îi confecționează un set de tobe mai performante și mai apropiate de cele adevărate pentru a putea să își aprofundeze studiul. Pe măsură ce Collins creștea, părinții săi i-au cumpărat diverse seturi de tobe din ce în ce mai performante. Deși copil fiind, aptitudinile sale muzicale s-au dezvoltat datorită prezenței sale la diverse emisiuni de radio și televiziune chiar dacă nu cunoștea notele muzicale. Până la vârsta de 14 ani nu a ratat nicio ocazie de a fi cunoscut, iar pentru a aprofunda studiile muzicale acesta se înscrie la școala de specialitate, Barbara Speake. Pe lângă cariera muzicală, Collins avea aptitudini atât de model, cât și de actor astfel de la o vârstă fragedă primește rolul The Artful Dodger într-o producție numită Oliver!. În adolescență, Collins era fascinat de cântecele formației Beatles mergând la concertele acestora. La unul din concertele formației Beatles numit A Hard Day's Night, el urcă pe scenă alături de alți adolescenți și obține privilegiul de a se fotografia numai el și membrii formației Beatles. Collins participă la un casting pentru rolul Romeo din filmul Romeo și Julieta (1968) dar fără succes. În '70, având 19 ani Collins interpreta la baterie melodia lui George Harrison, numită The Art of Dying, iar mai târziu, în anul 2000, Collins face un nou aranjament muzical al melodiilor acestuia de pe albumul în care se regăsea și melodia cântată de el în tinerețe.
În 1970, Phil Collins a cântat la baterie pe cântecul lui George Harrison, The Art of Dying; Harrison trecându-l pe el în notele liniare al CD-ului său recreat din 2000. În ciuda începutului carierei sale de actor, Collins a început a gravita în jurul muzicii. Pe când era prezent în Chiswick Community School a creat o trupă numită The Real Thing și apoi s-a alăturat trupei The Freehold. Cu cel de-al doilea grup creând primul său cântec, numindu-se "Lying, Crying, Dying". Primul său record ca fiind toboșar l-a avut cu trupa The Flaming Youth, cu care a eliberat primul album single, Ark 2 (1969). Un album concept inspirat de atenția recentă înconjurată de aterizarea pe lună, Ark 2, nu a avut un succes comercial, în ciuda criticilor pozitive și a revizuirilor. Melody Maker caracterizând albumul ca "Pop Album of the Month" (Albumul Pop al lunii) descriindu-l ca "adult music beautifully played with nice tight harmonies". Single-ul principal al albumului, "From Now On" fiind falit la radio. După un an de călătorii, tensiunile trupei și lipsa de succes comercial au desființat trupa.

## Era Genesis

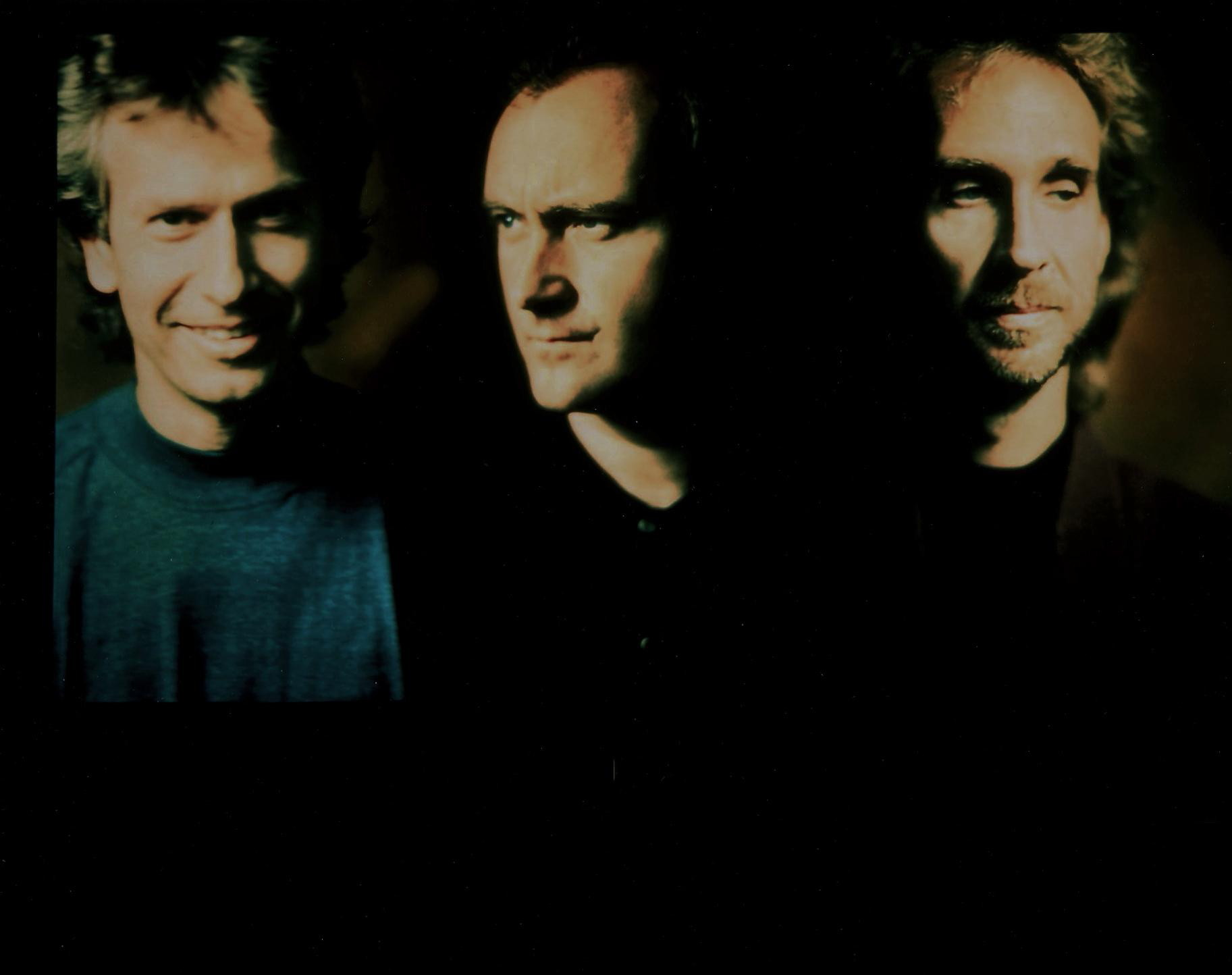
Trupa Genesis, cu Phil Collins în mijloc

În 1970, Collins a răspuns unui anunț din Melody Maker pentru:"...a drummer sensitive to acoustic music, and acoustic twelve-string guitarist." (... un toboșar sensibil pentru muzică acustică, și un chitarist pentru chitară cu 12 coarde). Audiția avea loc la casa părintească a lui Peter Gabriel. Viitorii candidați exersaseră piese de pe al doilea album al trupei, Trespass (1970). Collins a ajuns mai devreme, ascultând celelalte audiții și memorizând piesele înainte să-i vină rândul.
Collins a câștigat audiția și, un an mai târziu, Nursery Cryme (1971) a fost eliberat. Deși rolul său ar rămâne ca fiind un toboșar și, doar ocazional, vocalist secundar, pe o perioadă de cinci ani, a cântat de două ori ca solistul trupei în piesele "For Absent Friends"(din albumul Nuresry Cryme) și "More Fool Me" (din albumul Selling England by the Pound) (1973).
În 1974 pe când înregistra albumul The Lamb Lies Down On Broadway, Brian Eno (cel care a enosificat vocea lui Peter) avea nevoie de un baterist pentru albumul său, Another Green World și Phil a fost trimis să cânte la baterie ca plată pentru comportamentul său cu trupa.
În 1975, urmărind turneul final de sprijin pentru albumul concept The Lamb Lies Down on Broadway, Gabriel părăsește grupul pentru a realiza proiecte solo. Collins a devenit solistul principal, după căutarea inutilă a unui înlocuitor al lui Gabriel. În scurt timp, trupa începătoare Yes și toboșarul trupei King Crimson, Bill Bruford a început să cânte în timpul spectacolelor live ale lui Genesis, cu toate că Collins a continuat să cânte în timpul părților instrumentale mai lungi. Tobele lui Burford pot fi auzite pe piesa The Cinema Show de pe albumul live Seconds Out. Bruford a fost rapid înlocuit de liberul membru al trupei lui Frank Zappa, Chester Thompson care a devenit omul de nădejde în concertele live. Primul album în care Collins a fost solistul trupei a fost albumul A Trick of The Tail lansat în 1976. Albumul a ajuns în American Top 40, iar pe tabelele din Marea Britanie a ajuns pe locul 3. Revista Rolling Stone spunea că: "Genesis a reușit să facă din plecarea lui Gabriel primul lor succes american". Collins a interpretat simultan cu trupa de jazz contopit Brand X. Trupa a înregistrat primul său album, Unorthodox Behaviour, Collins fiind toboșarul. Deoarece prețuia mai mult prioritatea lui Genesis, au existat câteva turnee și albume fără Collins. Collins onorează Brand X ca prima dată când a mânuit atât de bine tobele și la fel de simplu pe cât folosea mașina de casete cu 8 piese muzicale.
Pe măsură ce deceniul se închidea, Genesis a făcut o schimbare de la rădăcinile sale de rock progresiv la muzică pop. Deși albumul lor din 1978, ...And Then There Were Three... conținea influențe de rock progresiv, este cunoscut ca primul single al lor, "Follow You, Follow Me" a apărut în UK Top 10 și US Top 40. În anii '80 Genesis a avut o serie de scoruri de albume cu succes, unele din ele fiind: Duke(1980), Abacab (1981), Genesis (1983) și Invisible Touch (1986). Piesa cu numele albumului a ajuns pe locul întâi în topul Billboard American, acesta fiind primul cântec al trupei care a reușit să se ridice atât de sus. Formația a primit o nominalizare pentru "Videoclipul Anului" ("Clip of the Year") în 1987 pentru piesa "Land of Confusion, acesta fiind alt single din album, deși ironic fiind, au pierdut hitul lui Gabriel, "Sledgehammer".

## Discografie
Albume de studio
- Face Value (1981)
- Hello, I Must Be Going! (1982)
- No Jacket Required (1985)
- ...But Seriously (1989)
- Both Sides (1993)
- Dance into the Light (1996)
- Testify (2002)
- Going Back (2010)

## Filmografie
- 1964: A Hard Day's Night (necreditat)
- 1965: R3 (episodul "Unwelcome Visitor")
- 1967: Calamity the Cow
- 1968: Chitty Chitty Bang Bang
- 1985: Miami Vice (episodul "Phil the Shill")
- 1986: The Two Ronnies (2 episoade)
- 1988: Buster (ca Buster Edwards)
- 1988: Mickey's 60th Birthday (himself; TV special)
- 1991: Hook (ca Detectiv Good)
- 1993: Frauds (ca Roland Coping)
- 1993: And the Band Played On (ca Eddie Papasano; Film TV)
- 1995: Balto (vocea lui Muk and Luk)
- 2003: The Jungle Book 2 (vocea lui Lucky)